# 马塔罗
马塔罗（西班牙语，加泰隆尼亞語發音：[mətəˈɾo]）是西班牙加泰罗尼亚巴塞罗那省的一个市镇。总面积22平方公里，总人口106358人（2001年），人口密度4834人/平方公里。